# Déspina Georgiádou
Déspina Georgiádou (en grec moderne : Δέσποινα Γεωργιάδου), née le 22 juin 1991, est une escrimeuse grecque pratiquant le sabre. Elle a gagné le Grand Prix d'Orléans en 2021, ainsi qu'une médaille de bronze aux Jeux méditerranéens de 2018.

## Carrière
Déspina Georgiádou intègre le circuit international à l'âge avancé de 24 ans en disputant la Coupe Akropolis en janvier 2016. Quelques mois plus tard, pour ses premiers championnats d'Europe, elle se classe 42e sur 47 participantes. Ces résultats ne découragent pas Georgiádou, qui suit une progression régulière vers le plus haut niveau : dès 2017, elle atteint les huitièmes de finale des championnats d'Europe, en 2018 elle atteint le même stade aux championnats d'Europe mais aussi aux championnats du monde, puis, au cours de la saison 2018-2019, atteint ses premiers quarts de finale en coupe du monde à Orléans et aux championnats d'Europe, où elle est battue par Manon Brunet (6-15).
Sa progression au classement lui permet d'entrevoir une possible qualification aux Jeux de Tokyo. En 2021, tandis que la Fédération internationale d'escrime tente d'organiser les derniers tournois qualificatifs pour les Jeux malgré les difficultés liées à la pandémie de Covid-19, Georgiádou fait parler d'elle en se qualifiant pour le tableau final lors de la première journée, mais surtout en étant écartée de ce tableau à cause d'un test positif au virus, qui l'empêche de défendre ses chances et attire l'attention sur les ratés de la « bulle sanitaire » déployée par la FIE.
Fin 2021, Georgiádou s'illustre en remportant le Grand Prix d'Orléans en dominant d'une touche Theodóra Gkountoúra (15-14) dans une finale 100 % hellène. Alors âgée de 30 ans, elle franchit un palier supplémentaire et monte à la 17e place mondiale.

## Palmarès[2]
- championnats du monde
  -  Médaille d'argent aux championnats du monde 2023 à Milan
  -  Médaille de bronze aux championnats du monde 2022 au Caire
- coupe du monde
  -  Médaille d'argent lors de la coupe du monde 2022 à Hammamet
  -  Médaille d'or lors de la coupe du monde 2023 à Tachkent[3]
- grand prix
  -  Médaille d'or au grand prix d'Orléans, 2021
  -  Médaille de bronze au grand prix d'Orléans, 2022
  -  Médaille d'or au grand prix de Tunis, 2023
- satellites
  -  Médaille de bronze au tournoi satellite de Tbilissi, 2019[4]
- jeux méditerranéens
  -  Médaille de bronze aux jeux méditerranéens de 2018 à Tarragone
- championnat de Grèce[5]
  -  Médaille d'or au championnat de Grèce 2016
  -  Médaille d'argent au championnat de Grèce 2018
  -  Médaille de bronze au championnat de Grèce 2019
  -  Médaille d'argent au championnat de Grèce 2020

## Classement en fin de saison
| Année | 2016 | 2017 | 2018 | 2019 | 2020 | 2021 | 2022 |
| ----- | ---- | ---- | ---- | ---- | ---- | ---- | ---- |
| Rang  | 229  | 78   | 37   | 23   | 34   | 37   | 3    |